# Amundsenovo morje
Ámundsenovo mórje je morje, ki se nahaja na območju Antarktike, v Južnem oceanu med 100 in 115 stopinjami zahodne zemljepisne dolžine. Globoko je prek 1000 metrov in se imenuje po Roaldu Amundsenu.